# ベティ〜愛と裏切りの秘書室
『ベティ〜愛と裏切りの秘書室』（ベティ あいとうらぎりのひしょしつ、Yo soy Betty, la fea、英訳: I am Betty, the Ugly）は、コロンビア・RCNで1999年から2001年まで、放送された人気テレビドラマ（テレノベラ）。全3シーズン。
コロンビアでは最高視聴率80％という驚異の成績を記録し、数々の社会的現象が生まれた。
1. ドラマの放送中は誰もがテレビに釘付けだったため、犯罪が減った
2. バカンスシーズンの間、ベティを見られなくなるという国民の嘆きに応じて、放送を中止したことがある。
3. タクシーやバスの運転手など仕事中テレビを見られない人のためにドラマの音声だけをラジオで放送していた。
4. 最高視聴率80％のベティ人気に便乗して、当時のアンドレス・パストラーナ大統領は、自分の演説をベティのCMタイムに流した。

脚本のフェルナンド・ガイタンはRCNの総合ドラマプロデューサーである。
彼はベティ誕生のきっかけをこう話す。「我々が普段見ているテレビドラマには常に美男美女しか登場しない。しかし世界の大半は不細工な普通の人たち。私のようにね。だからベティのような女性を主人公にしたドラマのほうが、皆さんの共感を得られると思ったんだ。」（世界まる見え!テレビ特捜部2012年2月20日放送時の取材による）
世界100カ国以上で放送され、吹き替えの言語は15にも及び、さらにアメリカ合衆国の『アグリー・ベティ』を筆頭に、20カ国以上でリメイクが行われた。2010年には世界で最も成功したテレノベラとしてギネスブックに認定されている。
本作ののち、2001年には続編となる『エコモダ〜愛と情熱の社長室』が放送されたほか、幼い頃のベティを主人公にしたアニメ作品（『Betty Toons』）なども制作されている。さらに、2024年には20年後を描く『ベティ ～新たなる日々』（Betty, la fea: la historia continúa）が7月19日よりAmazon Prime Videoにて独占配信されている。
日本では2004年11月15日からスーパーチャンネル(現・スーパー!ドラマTV)で放送開始。2007年1月8日から同チャンネルで第1シーズンが再放送された。

## 概要
ベティことベアトリス・ピンソン・ソラーノは容姿はよくないが成績優秀で真面目な女性。運よくファッション会社エコモダで社長秘書として働けることになるが、憧れの社長アルマンドからは怒鳴られたり、同じく採用されたもう一人の社長秘書とアルマンドの婚約者マルセラからいじめを受けたりと、辛い日々を送ることになる。しかし、「ブサイク組」と呼ばれる同僚の助けや、持ち前の性格と努力で次々起こる問題を解決していくうちに、次第に社長アルマンドに認められるようになっていく。

## 出演者
- ベアトリス・ピンソン・ソラーノ Beatriz Aurora "Betty" Pinzón Solano (アナ・マリア・オロスコ Ana María Orozco　声:藤貴子)

通称ベティ、エコモダ社長秘書。
生まれた時から不細工で、容姿に大きな引け目を持っている。ファッションも時代遅れで他人に見下されることが多い。
厳格な父親に溺愛され、家の中で囲い込むように育てられたため社交ベタでもあるが、真面目で正直者、学業成績は極めて優秀、経済博士の博士号を持つ。大手銀行の国際金融部門の勤務経験があり、財務に強い。
銀行を退職後、容姿のせいで再就職に苦労し、実力に見合わぬ秘書の仕事をエコモダでやっと得ることができた。忠実で有能な仕事ぶりからアルマンドの強い信頼を勝ち取り、社長秘書から異例の昇進を果たす。
- アルマンド・メンドーサ Armando Mendoza Sáenz (ホルヘ・エンリケ・アベリョ Jorge Enrique Abello　声:新垣樽助)

エコモダ新社長。エコモダ創業者の一人の長男で、株主でもある。
悪友マリオとともにモデルなど数多くの女たちと浮き名を流していた。マルセラと婚約中だが、女性関係は一向に収まっていない。
神経質で激しやすい性格で、社内でも部下を怒鳴りつける姿がよく見られるが、部下たちからの信頼は厚い。
前社長勇退に伴い社長の座をダニエルと争った際、壮大なビジネスプランが決め手となり暫定的に一年間社長を務めることになったため、そのプランが実現できなければ社長の座を下りなければならない。
マルセラに女性関係を探られるのを嫌がり、ベティを採用する。
- マルセラ・バレンシア Marcela Valencia (ナタリア・ラミレス Natalia Ramirez　声:峯香織)

エコモダ広報部長。店舗管理部門担当。エコモダ創業者の一人の娘で、株主でもある。
アルマンドの婚約者。
美人でプライドが高いうえ、独占欲が強く嫉妬深い。
ベティがアルマンドの女性関係を頑なに隠したことがきっかけで、ベティを毛嫌いするようになる。
両親はすでに亡く、アルマンドの両親からは実の娘のように愛されている。
 ベティの家族・友人 
- エルメス・ピンソン・ガラルサ Hermes Pinzón Galarza (ホルヘ・エレーラ Jorge Herrera　声:清川元夢)

ベティの父親で公認会計士。
娘を溺愛する一方、厳格でもあり、ベティには門限を厳守させ、遅くなる時は「誰とどこで何をしているか」を必ず連絡させる。
ベティのファッションが著しく時代遅れなのは、肌を露出させるな、ちゃらちゃらするなという父の方針が色濃く反映している。
「娘の教育には莫大な金をかけた」が口癖で、家を訪れた客には必ずベティの免状などのコレクションを見せ自慢する。
- フリア・ソラーノ・ガリンド Julia Solano Galindo de Pinzón (アドリアナ・フランコ Adriana Franco　声:佐藤しのぶ)

ベティの母親で、ベティのよき理解者。
夫にはほとんど口答えしないが、ベティの門限破りの口裏を合わせたりして娘の私生活を充実させてやろうと心を砕く。
通販番組を熱心に見たり、ゴシップ誌を購読するなどミーハーな一面も見せるが、ベティのファッションに大きな難があることにはあまり気づいていない。
- ニコラス・モーラ Nicolas Mora (マリオ・ドゥアルテ Mario Duarte　声:くわはら利晃)

ベティの幼馴染みで親友。同じ大学を卒業しているが、やはり容姿などの面がネックとなり無職。
母親のパン屋を手伝うくらいしかしておらず、ベティの窮地には自宅で仕事を手伝うことも多い。
ベティ一家とは家族同然の付き合いで、ほとんど毎日ベティの母親に食事を作ってもらっている。
ベティの父親に言いたい放題ができる数少ない存在。
面食いで、雑誌で見たパトリシアを理想の女性と崇める。
 エコモダ社役員 
- ダニエル・バレンシア Daniel Valencia (ルイス・メサ Luis Mesa　声:髙階俊嗣)

エコモダ副社長で株主。社内の仕事はしておらず、政府の仕事に就いている。
マルセラの兄。
以前からアルマンドとは対立していたが、アルマンドと社長の座を争い破れたためアルマンドを追い落とそうと躍起になっている。
狡猾で皮肉屋、気難しい性格。
- マリオ・カルデロン Mario Calderón (リカルド・ベレス Ricardo Vélez　声:望月健一)

エコモダ営業部門副社長、少数株主。
アルマンドの親友で、お互いの女性問題はがっちりフォローし合う。
軽佻浮薄の独身主義者で、90-60-90のスリーサイズの女性としか付き合わないと公言している。
- ウーゴ・ロンバルディ Hugo Lombardi (フリアン・アランゴ Julián Arango　声:丸山純路)

エコモダの専属デザイナーで重役会の一員。
マルセラやマリア・ベアトリスと仲がいい。
ゲイで感情の起伏が激しく、美しいものが好き。ベティを始めとする不細工な女性たちには常に暴言を吐きまくっている。
- カタリーナ・アンヘル Catalina Ángel (セルミラ・ルサルド Celmira Luzardo　声:山門久美)

通称カーター。
PR会社社長。
メンドーサ、バレンシア両家とも親しい間柄。
- ロベルト・メンドーサ Roberto Mendoza (ケパ・アムチャステギ Kepa Amuchastegui　声:小室正幸)

エコモダ創業者の一人で、前社長。アルマンドの父。
勇退後は妻マルガリータとロンドンで暮らし、重役会がある時などだけに帰国する。
息子のアルマンドに期待するとともに、その傲慢さに危惧を抱いている。
- マルガリータ・サエンス Margarita Sáenz De Mendoza (タル・キンテーロ Talú Quintero　声:定岡小百合)

アルマンドの母親で、ロベルトの右腕としてエコモダ経営に携わってきた。
長女カミラの結婚相手を上流階級の一員として認められず、カミラはスイスへ移住している。
- マリア・ベアトリス・バレンシア Maria Beatriz Valencia (ピラル・ウリベ Pilar Uribe　声:外村晶子)

バレンシア家長女でエコモダ株主だが、経営には一切関わっておらず、海外を行き来している。
自由奔放な性格。整形を繰り返し容姿はかなり変化しているらしい。
- サウル・グティエレス Saúl Gutiérrez (アルベルト・レオン・ハラミーリョ Alberto León Jaramillo　声:野中秀哲)

エコモダ人事部長。
ブサイク組をうっとうしがり、一人でもクビにして美人に差し替えようと終始目を光らせている。
恐妻家。
- グスタボ・オラルテ Gustavo Olarte (カルロス・セラートCarlos Serrato　声:くわはら利晃)

エコモダ財務部門副社長。経理の達人。
ダニエルにエコモダの仕事を斡旋してもらったので、アルマンド社長就任後はダニエルのスパイとして秘密を探ろうと暗躍する。
 エコモダ社員 
- パトリシア・フェルナンデス Patricia Fernández de Brickman (ロルナ・パス Lorna Paz　声:水落幸子)

エコモダのもう一人の社長秘書。
マルセラの親友で、アルマンドの女性関係を監視するためエコモダに送り込まれた。
ベティをはじめとする「ブサイク組」の天敵。
サンマリノ大学で金融学を学んだことが自慢でことあるごとに口にするが、結婚のために短期で中退しており、実力はまったく伴っていない。結婚のほうも１年足らずで破綻している。
ベティの３倍の給与をもらっているが、贅沢で無計画な暮らしぶりのせいで財政的には破綻気味。
愛車はメルセデス・ベンツ。
通称・毛染め女。
- フレディ・コントレラス Freddy Stewart Contreras (フリオ・セサール・エレーラ Júlio César Herrera　声:野中秀哲)

エコモダ社メッセンジャー。会社支給のバイクを通勤にも使用。
歌ったり踊ったりしながら手紙や書類を配り歩き、美人を見かけると口八丁手八丁で口説きにかかるが、誰にも相手にされていない。
ブサイク組とは仲がよく、ブサイク組の緊急事態にはアウラマリアに代わって受付に入ることも多い。
- ウィルソン・メヒア Wilson Camejo Mejía (ダビド・ラミレス David Ramírez　声:丸山純路)

エコモダ警備員。フレディやブサイク組にいいように扱われている。
- ジェニー・ガルシア Jenny García (マルサ・イサベル・ボラーニョス Martha Isabel Bolaños　声:細野雅世)

経費削減のためエコモダに雇われたサイズモデル。
ステージモデルになりたいと願っているが、ウーゴに絶対無理と突っぱねられている。
スーパーでクッキー販売員をしていた時にソフィアの夫エフラインと知り合い、エフラインの愛人となる。
社内でソフィアを挑発してはたびたび騒動を起こす一方、様々な人にあからさまに媚びた態度で接し、好かれたり嫌われたりしている。
通称クッキーガール。
 ブサイク組 
- イネシータ・ペーニャ Inés "Inesita" Peña de Gómez (ドーラ・カダビド Dora Cadavid　声:佐藤しのぶ)

デザイン室アシスタントで、ウーゴのかけがえのない片腕でなだめ役でもある。
ブサイク組の一人だが、暴走しそうな時には常識的な歯止めをかけることも多い。
長年エコモダに勤務していて、その穏やかな性格もあって、前社長らからの信頼は厚い。
30年前に夫が突然失踪、女手ひとつで子供たちを育ててきたが、現在は子供たちも独立し一人暮らし。
- アウラマリア・フエンテス Aura María Fuentes (ステファニア・ゴメス Stefanía Gomez　声:たかはし智秋)

エコモダ受付係。
シングルマザー。
ルックスとスタイルはいいが、金持ちでハンサムな男性をゲットすることに労力を費やし、遊び回ることが大好きで惚れっぽいため、男性たちには軽く扱われがち。
実家の母親と暮らしていて、生活の乱れで母親と揉めることも多い。
- ベルタ・ムーニョス Bertha Muñoz de González (ルセス・ベラスケス Luces Velásquez　声:山門久美)

エコモダ人事部秘書でブサイク組の一人。既婚。
ゴシップが大好きで、社内の噂話にはしっかり聞き耳を立てている。
かなり太めな体型でダイエットしたいと言いつつ、仕事中も常にスナック菓子などを手放さない。
- ソフィア・ロドリゲス Sofía de Rodríguez (パウラ・ペーニャ Paula Peña　声:定岡小百合)

エコモダ財務部秘書。
夫のエフラインが愛人のもとへ走ってしまい、二人の子供と暮らしている。
夫には定期的に養育費を入れさせているが、払いが滞りがちで電話などでよく罵倒している。
かなりの毒舌で、当人にこき下ろしているところを聞かれ青ざめることも多い。
- サンドラ・パティーニョ Sandra Patiño (マルセラ・ポサダ Marcela Posada　声:外村晶子)

マリオの秘書。
身長180センチ。自分より背が高い彼氏を望んでいるが、願いは叶っていない。
怒るとすぐに暴力で解決しようとして皆に止められている。
パトリシアらからは「キリン女」などと罵倒される。
- マリアナ・バルデス Mariana Valdéz (マリア・エウヘニア・アルボレダ María Eugenía Arboleda　声:倉持良子)

マルセラの秘書。
黒人でモデルになりたいと夢見ているが、ウーゴらにはまったく相手にされていない。サルサが得意。
カード占いに特異な才能を見せ、ブサイク組をしばしば占っては的中させている。
 その他 
- ロマン Román (ディエゴ・カダビド Diego Cadavid　声:髙階俊嗣)

ベティやニコラスの近所に住む不良グループの一員。定職にも就かず遊び暮らしている。
ベティたちを見かけるたびにその不細工や貧乏をしつこくからかうが、ベティの父親にだけは敵わない。
- ミシェル・ペラン Michell Duanell （パトリック・デルマス Patrick Delmas　声:前島貴志)

カタリーナの友人で、コロンビアの観光地カルタヘナに惚れ込んで移住したフランス人。

## ゲスト出演者(本人役）
- アンドレア・セルナ Andrea Serna
- セシリア・ボロッコ Cecilia Bolocco
- ラルラ・フローレス Laura Flores
- グロリア・カルザダ Gloria Calzada
- フランコ・ビタ Franco De Vita
- リカルド・モンタネール Ricardo Montaner
- タイス・アラウホ Thais Araújo

## 備考
各国で大好評をよび、その国独自のスタイルでリメイクされている。
- メキシコの放送局テレビサでは「a fea más bella "The most beautiful ugly woman"」としてリメイクされ、2006年4月にアメリカの放送局ユニビジョンで放送されている。ちなみに主人公の名前は「レティ "Lety"」になっている。
- ロシアでは Не родись красивой (Ne Rodis' Krasivoy) "Not to be born beautiful"(2005年)。ネールリ・ウヴァーロヴァの演じた主人公の名前は「カーチャ・プシュカリョーヴァ "Катя Пушкарёва"」になっている。旧ソ連圏にも配信。
- インドでは Jassi Jaisi Koi Nahin "There's No One Like Jassi."(2003年)。
- イスラエルでは Esti Ha'mechoeret "Ugly Esti".(2003年)。
- ドイツでは Verliebt in Berlin(2005年)。